# Supernatural: Bloodlines
Supernatural: Bloodlines foi uma planejada série de televisão americana criada por Andrew Dabb, antes de não ter sido aprovada pela The CW, e iria estrear em 2014. Foi definida como um spin-off de Supernatural, com o vigésimo episódio da nona temporada da série servindo como um piloto backdoor. O piloto backdoor foi escrito por Dabb e dirigido por Robert Singer. O enredo da série iria explorar as diferentes culturas de caçadores e monstros em Chicago, e como os dois entram em conflito. Embora Bloodlines tenha sido aprovada pela The CW, a rede está aberta a um outro spin-off de Supernatural no futuro.

## Produção
Na San Diego Comic-Con de 2013, o produtor executivo Robert Singer anunciou que estava sendo planejado um spin-off de Supernatural. Mais tarde, foi revelado que o spin-off seria centrado em Chicago, e se concentraria em confrontos entre caçadores e facções de monstros e introduziria novos personagens. O título do spin-off foi oficialmente confirmado pela The CW como Supernatural: Tribes em 29 de janeiro de 2014, no mesmo dia em que a rede encomendou novos pilotos. Mais tarde, as descrições dos personagens principais foram liberadas. Comparando com a série original, Singer disse que uma história situada em apenas uma cidade permite um grupo mais concreto de personagens, diferente de Supernatural, onde os dois protagonistas viajam todos os Estados Unidos. Em 8 de março de 2014, foi relatado que o projeto tinha sido renomeado para Supernatural: Bloodlines. O criador Andrew Dabb olhou vários spin-offs de séries de televisão ao desenvolver Supernatural: Bloodlines, incluindo Os Originais, Angel, Star Trek: Deep Space Nine e os spin-offs de NCIS.
Um episódio intitulado Bloodlines foi ao ar em 22 de abril de 2014, como o vigésimo episódio da nona temporada de Supernatural. Apesar das críticas positivas, o episódio teve uma recepção morna por parte dos fãs e também não agradou o canal. Em última análise, a série não foi encomendada para a temporada 2014-2015. Enquanto a décima temporada de Supernatural foi mais tarde confirmada como a principal prioridade da The CW, Jeremy Carver e Eric Kripke revelaram depois o desenvolvimento de outro spin-off, com um conceito diferente do de Bloodlines. Carver, mais tarde, esclareceu que outro piloto backdoor de um possível spin-off iria ao ar na décima primeira temporada de Supernatural. O presidente da The CW, Mark Pedowitz, acabou esclarecendo os comentários de Carver revelando que um novo spin-off seria discutido em junho de 2015. Em agosto de 2015, Pedowitz afirmou que não há planos atuais para outra tentativa de spin-off, mas ele ainda está muito aberto à ideia no futuro.

## Elenco
- Lucien Laviscount como Ennis Ross, um policial estagiário que se torna um caçador depois que sua noiva é morta.[17]
- Nathaniel Buzolic como David Lassiter, um metamorfo que tentou viver como um humano há um tempo.[17]
- Sean Faris como Julian Duval, o chefe da família lobisomem.[18]
- Melissa Roxburgh como Violet Duval, uma lobisomem e irmã impotente de Julian.[19]
- Danielle Savre como Margo Lassiter, a chefe em exercício da família metamorfo e irmã de David.[20]
- Stephen Martines como Freddie Costa, um policial de Chicago e mentor de Ennis.[20]